# Darja Kapš
Darja Kapš, slovenska šahistka,  * 26. november 1981, Novo mesto.
Kapševa je mednarodna mojstrica (wIM) od 2002 in šahovska velemojstrica (wGM) od leta 2005. Je članica Šahovskega kluba Ljubljana.

## Šahovska kariera
Od svojega desetega leta je bila večkratna mladinska prvakinja v posameznih kategorijah in redna udeleženka evropskih in svetovnih mladinskih prvenstev. Leta 2001 je prvič postala državna članska prvakinja in se uvrstila v žensko člansko reprezentanco. Istega leta je prvič nastopila za reprezentanco na evropskem ekipnem članskem prvenstvu v Leonu (Španija) in z ekipo delila visoko 9. mesto. Bila je nosilka srebrne kolajne na drugi šahovnici in osvojila prvi bal za velemojstrico. Leta 2002 je na Srednjeevropskem pokalu MITROPA v Italiji z ekipo osvojila prvo mesto, medtem ko je bila na turnirju najboljša individualna tekmovalka. 
Leta 2002 je bila članica ekipe prve ženske ekipe (Slovenija A) na 35. šahovski olimpijadi na Bledu; ekipa je zasedla 38. mesto. Sodelovala je tudi na 36. šahovski olimpijadi v Španiji oktobra 2004, kjer je ekipa dosegla odlično 19. mesto in oktobra 2010 v Rusiji (Hanti-Mansijsk) na 39. šahovski olimpijadi. Kapševa je leta 2003 na ekipnem ženskem šahovskem turnirju v Bolgariji (Plovdiv) osvojila bronasto kolajno med rezervistkami. Je edina Slovenka z dvema kolajnama na evropskih članskih šahovskih tekmovanjih.

### Dosežki
- 2. mesto Državno prvenstvo za članice 2011
- 3. mesto Državno prvenstvo za članice 2008
- 1. mesto Državno prvenstvo za članice 2004
- 3. mesto Državno prvenstvo za članice 2003
- 2. mesto Državno prvenstvo za članice 2002
- 1. mesto Državno prvenstvo za članice 2001

## Politična kariera
Na državnozborskih volitvah leta 2011 je kandidirala na listi SD.